# Lucien Rebuffic
Lucien Rebuffic, né le 22 décembre 1921 à Bois-Colombes (Seine) et mort le 4 janvier 1997 à Caen (Calvados), est un joueur de basket-ball français.

## Biographie
Il joue pour l'équipe de France de 1946 à 1948, participant au championnat d'Europe de basket-ball 1946. En 1948, il remporte la médaille d'argent aux Jeux olympiques d'été à Londres.

## Palmarès
Équipe de France
- 9 sélections entre 1946 et 1948
- Jeux olympiques d'été
  -  médaille d'argent aux Jeux olympiques 1948 à Londres
- Championnat d'Europe
  - 4e en 1946 à Genève